# Txarango
Txarango fue un grupo de música español formado en la ciudad catalana de Gerona en 2007. La banda estaba integrada por Alguer Miquel (voz), Sisco Romero (voz), Sergi Carbonell Hipi (piano), Joaquim Canals (batería), Àlex Colinas (bajo), Pau Puig (percusión), Iván López (saxo), Jairo Rodríguez (maracas) y Jordi Barnola (trompeta). Su propuesta es una fusión musical, con el reggae como eje vertebral, que también bebe de subgéneros del mismo como el dub o el Rocksteady, y mezcla ritmos jamaicanos con Folk-rock y sonoridades latinas. El grupo se adentra en un imaginario vinculado al mundo del circo y del clown.

## Historia
La semilla  de Txarango nace en un piso de estudiantes del barrio Gótico de Barcelona del cantante Alguer Miquel, el guitarrista Marcel Lázara Tito y el teclista Sergi Carbonell Hipi. Instalados cerca de la plaza George Orwell, conocida popularmente como plaza del Tripi, empiezan a participar en conciertos que se organizan improvisadamente en la calle con músicos provenientes de todo el mundo, donde intercambian experiencias y sonoridades. Marcel Tito  toma parte con un charango, un instrumento de cuerda utilizado a la región central de la Cordillera de los Andes, junto con Alguer y Sergi Hipi. Los tres deciden captar este espíritu festivo de la música de calle y traerlo a los escenarios en un nuevo proyecto que cogerá el nombre del instrumento de Marcel: Txarangö,con diéresis en la "o".

La banda arranca en 2007 y realizan una serie de conciertos por toda Cataluña, además de participar junto con Manu Chao, Gambeat, Radio Bemba o Che Sudaka en la grabación del disco debut de La Pegatina, Al carrer (autoedición, 2007), poniendo la voz al primero sencillo Penjat. Finalizan este año, un 2 de noviembre a la Sala KGB de Barcelona,  con un concierto compartido con La Pegatina, del que agotaron todas las entradas. 
Después de grabar un maxisingle de 7 temas llamado Conjuro (autoedición, 2008), en el estudio Nomada57 de Barcelona, estos primeros Txarangö deciden separarse y continuar su trayectoria musical en otros proyectos.

### Welcome to the jungle(2010-2011)
En 2010 después de dar por cerrada su etapa con Vall Folk, Alguer, Tito y Hipi deciden trabajar en el que tiene que ser el nuevo proyecto musical del trío. Tienen claro que este vehículo se construirá primero a partir de un imaginario propio y las letras, antes de abordar el apartado musical. Encuentran en el espíritu nómada y libertario del circo la inspiración necesaria para empezar a hablar de Clownia, un lugar mágico dónde habrían ido a parar todos estos artistas de calle con los cuales habían crecido tocando en la plaza del Tripi. A pesar de que no tiene demasiado a ver con su predecesor, recuperan el nombre de Txarango, quitándole la diéresis de la "o".
Txarango da sus primeros pasos con Alguer Miquel (voz), Marcel Lázara Tito (voz), Sergi Carbonell Hipi (piano), Joaquim Canals (batería) y Àlex Colinas (bajo). Su carta de presentación es un sencillo, Welcome to Clownia (autoedición, 2010), grabado en Can Pardaler (Taradell), y formato por dos temas: Nits amb Txarango y Vola.
El 18 de diciembre de 2010 se presentan en directo a Sala Eudald Graells de Ripoll, compartiendo cartel con Intifada y Empalmaos. Este primer concierto, donde reunieron 800 personas, contó con las colaboraciones especiales de La Pegatina, Malakaton y The Sey Sisters.
Aquel año entran a formar parte de tercera vía que los acompañará en un primera temporada donde suman 50 conciertos y pisan los escenarios de festivales como el UnnimEtnival (Gerona), SonRíasBaixas Bueu, Galicia, Acampada Joven Montblanch, Musik' vive Granollers, Esdansa Las Presas, In-Sueño y el festival itinerante FesTOUR. En total reúnen unos 40.000 espectadores. "Vola" y "Nits amb Txarango"  suman 100.000 reproducciones en su web, 100.000 más en YouTube, y 25.000 en myspace, y contaron con dos lipdubs, realizados por colectivos de jóvenes de Anglés  e Igualada.
Este primer año de vida de Txarango culminó el 31 de octubre de 2011 en otro concierto de fesTOUR en el Castañada Rock de Piera, donde compartían cartel con Bongo Botrako, Brams y Strombers. Ante 3.000 asistentes anunciaron que entrarían al estudio para grabar su primer disco.

### Benvinguts al llarg viatge(2012)
En enero de 2012, Txarango ficha por la agencia Éxitos Producciones & Management y vuelve a los estudios de Can Pardaler de Taradell para grabar su debut discográfico. Benvinguts al llarg viatge, título definitivo del disco, contará con 14 temas y las colaboraciones de La Pegatina, Bongo Botrako, La Troba Kung-Fú, Yacine & The Oriental Groove, Gertrudis, Cesk Freixas, David Rosell (Depto. y Brams), The Sey Sisters y Itaca Band. Todos juntos graban una nueva versión de Vola, el único tema del sencillo Welcome to Clownia que recuperarán. Después de acabar la grabación, Miquel Rojo abandona Txarango por incompatibilidad con otros proyectos musicales y es sustituido por Jordi Barnola. 
El 16 de febrero, día que empieza Carnaval, se publica en su web gratuitamente, Benvinguts al llarg viatge. El grupo elige esta festividad, consagrada a la diversión, como un vínculo con su universo alegre y festivo. En las primeras 24 horas, más de 5.000 personas se descargan el disco. El mismo día 16 salen a la venta las entradas para su concierto de presentación del 18 de abril a Sala Apolo de Barcelona. Las 1200 localidades se agotaron en 13 días.
En el mes de marzo Txarango se convierten en el primer grupo sin disco físico editado en ser portada de la revista Enderrock. La discográfica DiscMedi llega a un acuerdo con el grupo para editar en disco compacto Benvinguts al llarg viatge, que saldrá a la venta coincidiendo con la presentación en la sala Apolo. Antes de este concierto, ante su creciente popularidad, ofrecen dos catas de media hora de su directo a los Premios Enderrock 
que se celebran el día 12 de marzo en la Sala Apolo de Barcelona y el 30 de marzo en el Parque del Foro de Barcelona en el marco de la Telecogresca, ante 5.000 personas.
El primer concierto oficial de la nueva gira en la sala barcelonesa recibe elogios de la prensa barcelonesa. 
Paralelamente, uno de los temas del álbum Amagada primavera  protagoniza las cuñas de la fiesta de Sant Jordi de TV3 y Catalunya Ràdio. En el mes de junio el grupo es escogido, entre más de un centenar de propuestas catalanas presentadas, para participar en el otoño en el circuito Estatal de salas, Artistas en Ruta. 
Esta gira de Benvinguts al llarg viatge contará con una cincuentena de fechas, con paradas en la mayoría de comarcas catalanas y en Festivales como el In-Sueño, Acampada Joven, Garrinada de Argentona, Altavoz de San Baudilio de Llobregat, Fiesta por la Libertad, Mercado de Música Viva de Vic y Pequeño Camaleones de San Cugat del Vallés. En esta gira, Txarango también ha debutado fuera de España, exactamente en los festivales de Las Feux de la Été, en Francia, y el Polé Polé de Gante, en Bélgica.

### Som Riu(2014)
El 18 de marzo de 2014 se publica el nuevo disco de Txarango denominado Som Riu. El álbum se publicó en su web para ser descargado libremente como ya hicieron anteriormente. Cómo ya hicieron con Benvinguts al llarg viatge, el nuevo álbum será publicado por el sello catalán DiscMedi El nuevo disco ha sido grabado por el productor David Rossell al Estudio Can Gorrión de Artés. El primer sencillo se denomina Músic de carrer.
Para presentar el nuevo disco, el grupo organizó un nuevo festival musical, que se celebró en San Juan de las Abadesas en el Ripollés los días 2 y 3 de mayo de 2014. El festival, denominado Clownia, además de Txarango reunió una quincena de grupos y cantantes entre los cuales destacan La Troba Kung-Fú, Els Catarres, Cesk Freixas, Strombers, Orxata Sound System, Búhos, Itaca Band, 9 Son, DeudeVeu del programa Oh happy day, entre otros.
Txarango actuó el domingo 20 de julio de 2014 en el Central Park de Nueva York dentro de la programación del SummerStage Festival. El concierto se enmarcaba en el programa Catalan Sounds donde Tour organizado por el Instituto Ramon Llull (IRL).
El 26 de marzo de 2015 el grupo recogió cuatro premios Enderrock.
En octubre de 2015 el grupo anunció a través de su página de Facebook que el guitarrista del grupo, Marcel Lázara, abandonaría el proyecto de Txarango para vivir otras experiencias.

### El cor de la terra(2017)
El 14 de marzo de 2017 se publicó en YouTube el primer sencillo del nuevo álbum, Una lluna a l'aigua. Durante la semana del 20 al 26 de marzo colgaron en su página dos nuevas canciones cada día. Finalmente, el domingo 26 de marzo se publicó el disco entero, El cor de la terra, con la posibilidad de descargarlo libremente (como han hecho con los anteriores discos).
El 13 de octubre de 2018 concluyeron su gira "El cor de la terra" con un concierto especial apodado "Abaraka" en el festival Esperanzah! del Prat de Llobregat .
Tras el show, plagado de invitados, se tomarán un tiempo de descanso para componer nuevos temas y participar en varios proyectos solidarios.

### Tanca els ulls(2018)
'Tanca els ulls' es un tema que salió a la luz por "sorpresa", para despedir momentáneamente su estancia en los escenarios.

### Despedida de Txarango y El Gran Ball (2021)
El lunes 16 de diciembre de 2019, el grupo anuncia en redes sociales que en la primavera del próximo año sacarán su último disco y que, a partir de verano, y hasta principios de 2021 realizarían los conciertos de su última gira.
Debido a la situación de pandemia provocada por la enfermedad Covid-19 tuvieron que suspender su gira de despedida.
El 14 de junio de 2021 publicaron su álbum de versiones El Gran Ball, un álbum de versiones de sus canciones más icónicas con la colaboración de 51 artistas, y con este álbum se disolverían oficialmente.

## Premios
| Año  | Evento                          | Categoría                                              | Nominado                   | Resultado | Ref.   |
| ---- | ------------------------------- | ------------------------------------------------------ | -------------------------- | --------- | ------ |
| 2012 | Premios ARC                     | Mejor gira por fiestas mayores                         | Txarango                   | Ganador   | [ 32 ] |
| 2013 | Premios Enderrock               | Grupo revelación (crítica)                             | Txarango                   | Ganador   | [ 33 ] |
| 2013 | Premios Enderrock               | Grupo revelación (votación popular)                    | Txarango                   | Ganador   | [ 33 ] |
| 2013 | Premios Enderrock               | Mejor directo Pop Rock (crítica)                       | Txarango                   | Ganador   | [ 33 ] |
| 2013 | Premios Enderrock               | Mejor directo Pop Rock (votación popular)              | Txarango                   | Ganador   | [ 33 ] |
| 2013 | Premios Enderrock               | Mejor disco Pop Rock (votación popular)                | Benvinguts al llarg viatge | Ganador   | [ 33 ] |
| 2013 | Premios ARC                     | Mejor gira internacional                               | Txarango                   | Ganador   | [ 34 ] |
| 2013 | Premios Radio 4                 | Disco catalán del año                                  | Benvinguts al llarg viatge | Ganador   | [ 32 ] |
| 2013 | Premios Altaveu                 | Mejor grupo revelación                                 | Txarango                   | Ganador   | [ 32 ] |
| 2013 | Premios D'Estil                 | Mejor emprendimiento                                   | Txarango                   | Ganador   | [ 32 ] |
| 2014 | Premios ARC                     | Mejor gira por fiestas mayores de temas propios        | Txarango                   | Ganador   | [ 35 ] |
| 2015 | Premios Enderrock               | Mejor artista (crítica)                                | Txarango                   | Ganador   | [ 36 ] |
| 2015 | Premios Enderrock               | Mejor artista (votación popular)                       | Txarango                   | Ganador   | [ 36 ] |
| 2015 | Premios Enderrock               | Mejor disco (votación popular)                         | Som riu                    | Ganador   | [ 36 ] |
| 2015 | Premios Enderrock               | Mejor concierto (votación popular)                     | Txarango                   | Ganador   | [ 36 ] |
| 2015 | Premios Enderrock               | Mejor letra de canción (votación popular)              | "Compta amb mi"            | Ganador   | [ 36 ] |
| 2015 | Premios ARC                     | Mejor gira internacional de artista o grupo catalán    | Txarango                   | Ganador   | [ 37 ] |
| 2016 | Premios Enderrock               | Mejor directo (votación popular)                       | Txarango                   | Ganador   | [ 38 ] |
| 2016 | Comunidad Palestina de Cataluña | Premio Esperanza de la Comunidad Palestina de Cataluña | Txarango                   | Ganador   | [ 32 ] |
| 2017 | Premios ARC                     | Mejor gira de festivales                               | Txarango                   | Ganador   | [ 39 ] |
| 2017 | Premios Radio 4                 | Disco catalán del año                                  | El cor de la terra         | Ganador   | [ 40 ] |
| 2018 | Premios Enderrock               | Mejor artista (votación popular)                       | Txarango                   | Ganador   | [ 41 ] |
| 2018 | Premios Enderrock               | Mejor disco Pop Rock (votación popular)                | El cor de la terra         | Ganador   | [ 41 ] |
| 2018 | Premios Enderrock               | Mejor directo (votación popular)                       | Txarango                   | Ganador   | [ 41 ] |
| 2018 | Premios Enderrock               | Mejor canción Pop Rock (votación popular)              | "Una lluna a l'aigua"      | Ganador   | [ 41 ] |
| 2018 | Premios ARC                     | Mejor gira internacional                               | Txarango                   | Ganador   | [ 32 ] |
| 2019 | Premios Enderrock               | Mejor directo (votación popular)                       | Txarango                   | Ganador   | [ 42 ] |
| 2020 | Premios Enderrock               | Mejor disco de Pop Rock (votación popular)             | De vent i ales             | Ganador   | [ 32 ] |
| 2020 | Premios Pompeu Fabra            | Proyección y difusión de la lengua castellana          | Txarango                   | Ganador   | [ 32 ] |
| 2021 | Premios Odeón                   | Mejor álbum alternativo                                | De vent i ales             | Ganador   | [ 43 ] |